# Hàn (Hạ)
Hàn (chữ Hán: 寒) là tên một quốc gia bộ lạc từng tồn tại vào thời nhà Hạ, qua thời nhà Thương và Tây Chu trong lịch sử Trung Quốc.

## Những ghi chép trong sử sách
Bấy giờ là lúc Hậu Nghệ đang thao túng quyền lực trong cung đình nhà Hạ, vua Thái Khang bị chặn mất đường về phải lưu vong ở bên kia bờ Lạc Thủy. Thời kỳ đó người trị vì nước Hàn là Bá Minh nhưng ông này trung lập chẳng theo nhà Hạ mà cũng chẳng về phe Hậu Nghệ, Bá Minh có một bề tôi thân cận là Hàn Trác. Nhưng sau nhiều lần theo dõi mọi cử chỉ hành động của người này thì Bá Minh thấy rằng y là kẻ bất nhẫn vô lương tâm sau này có thể sẽ làm phản, vì vậy Bá Minh quyết định trục xuất Hàn Trác cùng hai con ông ta là Hàn Kiêu và Hàn Ế ra khỏi nước Hàn. Quả nhiên Bá Minh phán đoán không sai, Hàn Trác chạy sang theo Hậu Nghệ rồi sau này y trở mặt giết chết ông ta và cướp ngôi.
Từ sau thời Thiếu Khang trung hưng, lịch sử không ghi chép được những sự kiện gì liên quan đến quốc gia này nữa. Đầu thời Xuân Thu, nước Hàn bị nước Yên sáp nhập.